# Tang Yaodong
Tang Yaodong (en chino simplificado, 唐尧东; Shenyang, China; 17 de febrero de 1962) es un exfutbolista y entrenador de fútbol de China que jugaba en la posición de delantero.

## Carrera

### Club
| Periodo   | Club                  |
| --------- | --------------------- |
| 1983–1991 | Liaoning FC           |
| 1992      | Otsuka Pharmaceutical |
| 1993–1995 | Liaoning FC           |

### Selección nacional
Debutó con China el 24 de agosto de 1986 en un partido amistoso ante Corea del Norte que terminó 0-0. Su primer gol con la selección nacional lo anotó el 1 de septiembre de 1986 en la victoria por 3-0 ante Singapur en un partido amistoso.
Participó en dos ediciones de la Copa Asiática, los Juegos Olímpicos de Seúl 1988 y en la clasificación de AFC para la Copa Mundial de Fútbol de 1990, se retira en 1990 luego de anotar cuatro goles en 37 partidos.

### Entrenador
| Periodo   | Club               |
| --------- | ------------------ |
| 1996–2001 | Liaoning Liaoqing  |
| 2002      | Liaoning Xingguang |
| 2005–2007 | Liaoning FC        |
| 2008–2010 | Henan Jianye       |
| 2012      | Chongqing Lifan    |
| 2013–2014 | Henan Jianye       |
| 2016      | Shenzhen FC        |
| 2017      | Wuhan Zall         |

## Palmarés

### Como jugador
- Liga Jia-A: 1985, 1987, 1988, 1990, 1991
- Copa de China de fútbol: 1986
- Asian Club Championship: 1990